# Cane canoro della Nuova Guinea

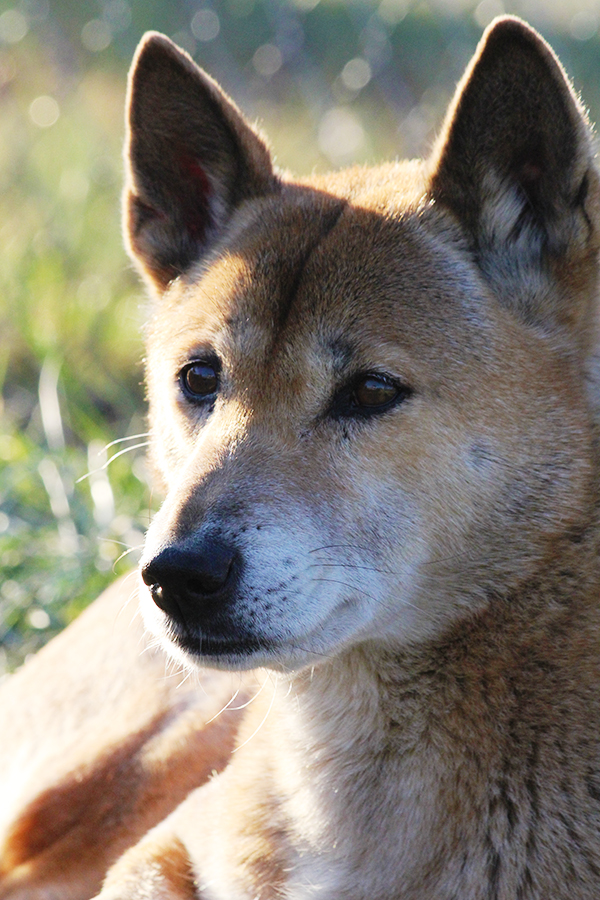
Un cane canoro della Nuova Guinea al Conservators Center della Carolina del Nord

Il cane canoro della Nuova Guinea o cane delle Highlands della Nuova Guinea  è un tipo di cane originario delle Cordigliera centrale dell'isola della Nuova Guinea. Una volta considerata una specie separata a sé stante, con il nome di Canis hallstomi, è strettamente imparentata con il dingo australiano. Il cane è famoso per la sua vocalizzazione unica.

## Storia
Poco si sa dei cani cantanti della Nuova Guinea in natura. Nel 1989 il mammalogista australiano Tim Flannery ha scattato una foto di un cane nero focato nel distretto di Telefomin. Ha scritto che questi cani vivono con i nativi sulle montagne e che le popolazioni selvatiche vivevano nelle praterie alpine e subalpine delle Star Mountains e della Wharton Range. La foto è stata pubblicata nel suo libro Mammals of New Guinea. Nel 2012 la guida australiana di avventura nella natura selvaggia Tom Hewett ha scattato una foto a un cane fulvo e dal mantello spesso nella regione di Puncak Mandala della Papua occidentale, in Indonesia. Nel 2016 una revisione della letteratura non ha trovato prove definitive che i membri fondatori delle popolazioni in cattività di cani cantori della Nuova Guinea fossero animali selvatici; sono stati allevati come membri delle popolazioni del villaggio di cani domestici. 
La New Guinea Highland Wild Dog Foundation ha annunciato ai media che essa e l'Università di Papua avevano individuato e fotografato un gruppo di quindici di quelli che ha definito "cani selvatici degli altipiani". L'analisi del DNA degli scats indica che questi cani hanno una relazione genetica con altri cani trovati in Oceania, inclusi il dingo e il cane canoro della Nuova Guinea. Nel 2020 uno studio sul genoma ha indicato che i cani selvatici degli altipiani della base di Puncak Jaya erano la popolazione da cui derivavano i cani cantanti della Nuova Guinea in cattività. La dimensione e la distribuzione della popolazione selvatica non è nota.